# Ryōma-dōri
 (juillet 2025).
 (juillet 2021).
Le Ryōma-dōri (龍馬通, Ryōma-dōri), littéralement Rue de Ryōma, est une voie du centre-ville de Kyoto. Orientée ouest-est, elle débute au Kawaramachi-dōri (en) et aboutit au Sanjō-dōri (en).

## Description

### Situation
La rue est située dans le centre-ville de Kyoto, dans l'arrondissement de Nakagyō. La rue directement au nord est le Sanjō-dōri (en), qui est aussi son aboutissant. La rue traverse le pont Daikoku (大黒橋), qui traverse la rivière Takase.

### Voies rencontrées
De l'ouest vers l'est, en sens unique. Les voies rencontrées de la droite sont mentionnées par (d), tandis que celles rencontrées de la gauche, par (g).
1. Kawaramachi-dōri (en) (河原町通)
2. (d) Nishikiyamachi-dōri (en) (西木屋町通)
3. Rivière Takase (高瀬川, Takase-gawa?)
4. Kiyamachi-dōri (en) (木屋町通)
5. (d) Pontochō-dōri (先斗町通)
6. Sanjō-dōri (en) (三条通)

## Odonymie
La rue porte le nom de Sakamoto Ryōma, samouraï japonais qui y aurait vécu, à un machiya appelé Suya (酢屋, littéralement maison au vinaigre), maison qui subsiste encore aujourd'hui. Une autre rue de Kyoto, dans l'arrondissement de Fushimi, où Ryōma aurait aussi vécu, porte le même nom, même si ladite maison aurait été détruite.

## Histoire
La rue a longtemps été sans nom, appelée sous le nom de Kawaramachisanjō kudaru Hitosujime higashiiru (河原町三条下ル一筋目東入ル), approximativement première allée est de Kawaramachisanjō. En 2012, un décret municipal lui donne son nom actuel.

## Patrimoine et lieux d'intérêt
On y retrouve encore la maison au vinaigre, un restaurant où Ryōma aurait vécu juste un mois avant son assassinat en 1867. La maison a été rénovée entre temps, mais la même famille en est toujours propriétaire. Elle est quelquefois ouverte aux visiteurs, notamment son deuxième étage, où était le chambre de Ryōma. Outre la maison historique, on trouve une poignée d'autres restaurants, ainsi que la rivière Takase, un ancien canal de transport marchand à Kyoto.